# Révolte babylonienne de 652 av. J-C
La révolte de Babylone en 652 av. J-C est une guerre civile interne à l'empire assyrien qui met aux prises l'empire assyrien à sa vassale de Babylone. Celle-ci obtient aussi le soutien de différents acteurs régionaux importants comme l'Élam, l'Égypte, les Chaldéens et certaines tribus arabes. Cette guerre s'acheva en 648 av. J-C par la victoire des Assyriens mais elle affaiblit gravement l'empire qui s'effondrera en 609 av. J-C.
La révolte est menée par le roi de Babylone, Shamash-shum-ukin, qui profite des difficultés du roi assyrien Assurbanipal, son frère, qui doit faire face à la révolte de l'Égypte depuis 655 av. J-C. Il parvient à former une large coalition regroupant Elamites, Chaldéens, Arabes et disposant aussi du soutien de l'Égypte et des révoltés de l'ouest de l'empire assyrien.
Le début de la guerre est à l'avantage des insurgés. Les Chaldéens assiègent Our et Erech tandis qu'une armée élamite pénètre en Babylonie. Attaqués près de la forteresse d'Hiritu dans la région de Dilaya, les Babyloniens et les Elamites y subissent une sévère défaite où les généraux élamites Nesu et Attametu sont tués. Teumman, le souverain élamite, est lui tué lors de la bataille d'Ulai. Ensuite, l'instabilité politique en Elam contraint le corps élamite à se retirer. Les Assyriens peuvent alors marcher sur Babylone qu'ils assiègent à partir de 650. Après trois années de siège, la ville est réduite par la faim. Shamash-shum-ukin se suicide dans l'incendie de son palais et une violente campagne assyrienne de représailles sera menée contre les Elamites. 
Les dégâts de la guerre sont telles que l'économie babylonienne ne retrouvera son niveau qu'en 642 av. J-C. Son territoire sera occupé jusqu'en 646 et Ninive restera sous contrôle assyrien.